# Graysville, Alabama
Graysville là một thành phố thuộc quận Jefferson, tiểu bang Alabama, Hoa Kỳ. Dân số năm 2009 là 2392 người, mật độ đạt 55 người/km².